# Déri-Deheleanu Gyula
Déri-Deheleanu Gyula, eredeti nevén Iuliu Deheleanu (Zaránd, 1888. augusztus 18. – Kolozsvár, 1945. március 17.) román származású magyar pedagógus, újságíró és művelődéspolitikus.

## Életútja
A tanítóképzőt Aradon végezte, tanári diplomát Budapesten szerzett. Déván, Pápán, Sárospatakon, Sátoraljaújhelyen, majd Budapesten tanított, az 1919-es proletárforradalomban tanügyi biztos volt. Bécsi és csehszlovákiai emigráció után tért haza és Kolozsvárt óraadó tanárként tartotta fenn magát.
Részt vett a szakszervezetek Szabad Iskolájának megszervezésében (1922-24), alapítója és szervezője a Szocialista Társadalomtudományi Körnek, közreműködött Aradi Viktor A Jövő Társadalma c. folyóiratának szerkesztésében. Kitűnő marxista szemináriumokat vezetett munkásoknak és értelmiségieknek magyarul és románul, tömör tanulmányokban népszerűsítette a történelmi materializmus tanítását a társadalmi fejlődésről, 1932-ben a Dolgozók Naptárában ateista vitacikket írt. 1934-től a Szovjetunió Barátainak Szövetsége egyik vezetője, elsőnek írta alá a szervezet betiltása ellen tiltakozó memorandumot. 1935-ben Nagyváradon szervezte a népfronti mozgalmat, 1936-tól kezdve Bukarestben élt. Victor Cheresteșiuval közösen szerkesztett Száz újságcikk alapján románul és Vidám nyelvgyakorló c. kiadványaiban és egyéb történelmi, földrajzi, román nyelvi tankönyveiben az oktatást egybekötötte a marxizmus népszerűsítésével.
A második világháború alatt az illegális România Liberă szerkesztésében vett részt, Magyarország német megszállása után Tordán szervezett akciót a menekülő üldözöttek védelmére. Kolozsvár felszabadulása után a pedagógusok marxista-leninista kurzusait vezette s Tordán egy román és egy magyar nyelvű kommunista lapot indított a tömegagitáció és propaganda szolgálatára.
A kolozsvári egyetemen felajánlott tanszéket már nem foglalhatta el, a háborút követő tífuszjárványnak esett áldozatául.